# Sabine Brehm
Sabine Brehm (5 mei 1963) is een voormalig langebaanschaatsster die in de jaren tachtig namens de DDR successen boekte.
Brehm behaalde een bronzen medaille op de WK's allround van 1985 en 1986, en op het EK van 1985. 
In 1986 werd zij onderscheiden met de Vaderlandse Orde van Verdienste.

## Records

### Persoonlijke records[3]
| Afstand    | Tijd    | Datum       | Baan            |
| ---------- | ------- | ----------- | --------------- |
| 500 meter  | 41,70   | 9 feb 1985  | Sarajevo        |
| 1000 meter | 1.23,82 | 2 dec 1984  | Karl-Marx-Stadt |
| 1500 meter | 2.06,15 | 10 feb 1985 | Sarajevo        |
| 3000 meter | 4.24,8  | 23 mrt 1985 | Medeo           |
| 5000 meter | 7.43,79 | 10 feb 1985 | Sarajevo        |